# Gosselming
Gosselming é uma comuna francesa na região administrativa de Grande Leste, no departamento de Mosela. Estende-se por uma área de 10,15 km². Em 2010 a comuna tinha 603 habitantes (densidade: 59,4 hab./km²).